# Mat Zo
Mat Zo (* 30. April 1990 in London als Matan Zohar) ist ein britischer DJ und Musikproduzent im Bereich Trance und Progressive. Unter dem Pseudonym MRSA produziert er daneben auch Drum and Bass.

## Leben
Matan Zohar wurde 1990 in London geboren. Nach der Trennung seiner Eltern lebte er mit seiner Mutter, einer professionellen Violinistin, in Cleveland seit er einjährig war. Im Alter von 8 Jahren lernte er Gitarre zu spielen. 2001 zog er zurück nach London, um mit seinem Vater zu leben. Er war damals sehr von Daft Punk fasziniert und begann an seinem Computer Musiksamples in deren Stil zu produzieren. Bald fand er zur Trance-Musik und ließ sich von Internet-Radiosendern wie Digitally Imported inspirieren.
Im Jahr 2007, noch bevor Mat volljährig wurde, hatte er bereits für Trance-Künstler wie Andy Moor und Markus Schulz Remixe produziert. Schließlich wurde er von Tiësto angefragt, seinen Song „Driving To Heaven“ zu remixen. Der Remix erschien auf dessen CD-Compilation In Search of Sunrise 7.
Inzwischen ist Mat Zo beim Trance-Label Anjunabeats unter Vertrag und hat im Mai 2010 zusammen mit Super8 & Tab auch die Compilation Anjunabeats Worldwide 02 veröffentlicht. Seine wohl bekannteste Produktion bisher ist „24 Hours“. Die Single wurde auch von Rank 1 und Oliver Smith geremixt. 2011 startete er eine Zusammenarbeit mit Arty, einem weiteren jungen Trance-Künstler, der bei Anjunabeats unter Vertrag ist. Zusammen haben sie die erfolgreichen Songs Rebound und Mozart produziert.
2010 kam er in der Wahl der Top 100 DJs von DJ Mag auf Platz 66, ein Jahr später kam er auf Platz 73.
Im März 2016 erschien sein zweites Studioalbum Self Assemble auf seinem eigenen Label Mad Zoo.

## Diskografie

### Alben
- 2013: Damage Control
- 2016: Self Assemble

### Singles
als Mat Zo
- 2006: Exodus
- 2007: Foot and Mouth EP
- 2008: Rush / Defined
- 2008: Faint of Heart
- 2009: Nuclear Fusion
- 2009: Default / Rush 2009
- 2009: Aurus / The Price of Oil
- 2009: Lucky Strike / Synapse Dynamics
- 2009: The Fractal Universe / This Is Reality
- 2010: 24 Hours
- 2010: Near the End / Land of the Free
- 2010: The Lost / The Found
- 2011: Back In Time / Millenia
- 2011: Rebound (mit Arty)
- 2011: Superman
- 2011: Back In Time / Millenia
- 2011: Frequency Flyer
- 2011: Mozart (mit Arty)
- 2012: The Sky (feat. Linnea Schossow)
- 2012: Easy (feat. Porter Robinson)
- 2012: The Bipolar EP
- 2013: Pyramid Scheme (feat. Chuck D)
- 2013: Lucid Dreams
- 2013: Only for You (feat. Rachel K Collier)
- 2014: The Up Down Left Right EP
- 2016: Soul Food

als MRSA
- 2009: Different
- 2010: Chemicals

### Remixe (Auswahl)
- 2007: Lustral – In My Life
- 2007: Duderstadt & Kirsty Hawkshaw – Beatitude
- 2007: Markus Schulz vs. Chakra – I Am
- 2007: Keenan & Anderson feat. Tiff Lacey – Runaway
- 2007: Signalrunners – Recoil2
- 2008: U2 – Beautiful Day
- 2008: Tiësto – Driving to Heaven
- 2008: Mark Pledger vs. Matt Hardwick feat. Melinda Gareh – Fallen Tides
- 2008: Max Graham – Cycles
- 2009: Moonbeam & Tyler Michaud feat. Esmaye – Fantasize
- 2009: Activa pres. Solar Movement – Eclipse
- 2010: Kylie – Get Outta My Way
- 2010: Lange feat. Emma Hewitt – Live Forever
- 2010: Above & Beyond feat. Richard Bedford – Thing Called Love
- 2011: Sunny Lax – P.U.M.A.
- 2011: Tritonal – Lifted
- 2011: Kyau & Albert – Be There 4 U
- 2013: Ellie Goulding – Burn
- 2013: Empire of the Sun – Alive
- 2014: Elton John feat. Carmen Twille & Lebo M – Circle of Life
- 2015: Porter Robinson – Flicker